# Anneli Maley
Anneli Sara Maley (ur. 1 września 1998 w Melbourne) – australijska koszykarka występująca na pozycjach niskiej lub silnej skrzydłowej, reprezentantka kraju w koszykówce 5x5 oraz 3x3, od 2023 zawodniczka Perth Lynx.
17 lutego 2023 podpisała umowę z Chicago Sky na okres obozu treningowego. 22 czerwca 2023 została zawodniczka australijskiego Perth Lynx.

## Osiągnięcia
Stan na 23 czerwca 2023, na podstawie, o ile nie zaznaczono inaczej..

### NCAA
- Uczestniczka rozgrywek Elite 8 turnieju NCAA (2018)
- Mistrzyni:
  - turnieju konferencji Pacific-12 (Pac-12 – 2018)
  - sezonu regularnego Pac-12 (2018)

### Drużynowe
- Wicemistrzyni WNBL (2020)

### Indywidualne
- MVP:
  - australijskiej ligi WNBL (2022)[6]
  - kolejki WNBL (4, 8 – 2022/2023)
- Zaliczona do I składu:
  - WNBL (2022)
  - kolejki WNBL (2, 4, 8, 10 – 2022/2023)
- Liderka:
  - WNBL w średniej:
    - punktów (2022 – 19,8)
    - zbiórek (2020 – 12,1, 2022 – 15,7)

  - NBL One w średniej zbiórek (2021)[7]

### Reprezentacja

#### Seniorska
5x5
- Brązowa medalistka mistrzostw świata (2022)

3x3
- Mistrzyni:
  - Azji 3x3 (2022)
  - Oceanii 3x3 (2015)

#### Młodzieżowe
- Mistrzyni:
  - uniwersjady (2019)
  - Oceanii:
    - U–18 (2014)
    - U–16 (2013)
- Brązowa medalistka mistrzostw świata U–19 (2015)
- Uczestniczka mistrzostw świata:
  - U–19 (2015, 2017 – 6. miejsce)
  - U–17 (2014 – 5. miejsce)